# Platysenta agalla
Platysenta agalla är en fjärilsart som beskrevs av Paul Dognin 1897. Platysenta agalla ingår i släktet Platysenta och familjen nattflyn. Inga underarter finns listade i Catalogue of Life.